# الدوجر (مسورة)

تعديل مصدري - تعديل

الدوجر هي إحدى قرى عزلة بيحان الدولة بمديرية مسورة التابعة لمحافظة البيضاء، بلغ تعداد سكانها 25 نسمة حسب تعداد اليمن لعام 2004.